# Langeskov Kommune
| Strukturdaten       | Strukturdaten      |
| ------------------- | ------------------ |
| Sitz der Verwaltung | Langeskov          |
| Fläche              | 43,45 km²          |
| Einwohner           | 6.417 (2006)       |
| Kommune seit 2007   | Kerteminde Kommune |

Langeskov Kommune war bis Dezember 2006 eine dänische Kommune im damaligen Fyns Amt auf der Insel Fünen. Seit Januar 2007 ist sie zusammen mit der “alten” Kerteminde Kommune und der Munkebo Kommune Teil der neuen Kerteminde Kommune.
Langeskov Kommune entstand im Zuge der dänischen Verwaltungsreform von 1970 und umfasste folgende Sogn:
- Birkende Sogn und Marslev Sogn (Landgemeinde Birkende-Marslev)
- Rønninge Sogn (Landgemeinde Rønninge)